# Aldehuela de Jerte
Aldehuela de Jerte è un comune spagnolo di 385 abitanti situato nella comunità autonoma dell'Estremadura.